# 恰斯特耶群島
恰斯特耶群島是俄羅斯的群島，位於鄂霍次克海南端，由8個島嶼組成，行政方面由哈巴羅夫斯克邊疆區負責管轄，最高點海拔高度67米，是多種島類的棲息地。

## 外部連結
- Location （页面存档备份，存于）
- Geographical data[永久]
- Bird life[永久]
- Travel data （页面存档备份，存于）
- 325k Satellite view
- Russian seabird data （页面存档备份，存于）
- Khabarovsk Krai[永久]
- Island list （页面存档备份，存于）

52°30′N 141°21′E / 52.500°N 141.350°E